# Замок Острозьких (Варшава)
За́мок Остро́зьких у Варша́ві (пол. Zamek Ostrogskich, Pałac Gnińskich, Pałac Zamoyskich, Pałac Ordynackiego) — бароковий палац, що розташований у Варшаві за адресою вул. Тамка 41 у Повіслю. Заснований князями Острозькими, нині є резиденцією Товариства імені Фридерика Шопена.
Наприкінці XVI століття краківський каштелян, останній представник чоловічої статі з давніх українських князівських родів Заславських та Острозьких, Януш Острозький придбав ділянку землі де незабаром розпочалося будівництво замку. Збудований замок князь передав родині Денхуфів, а ті, натомість, продали замок Ґніньським. Підканцлер коронний Ян Кшиштоф Ґнінський вирішив збудувати на тому місці палац. За втілення його задуму узявся архітектор Тильман Ґамерський. Будівля була збудована у другій половині XVII сторіччя.
На початку XVIII сторіччя палац перейшов на власність родини Замойських й відтоді перебрав собі назву Ординацького — від назви Замойської ординації. Від 1740 року змінилися власники, від 1771 року палац належав Чапським, а потім Хоткевичам. В 1820 році палац придбав поліційний секретар Міхал Ґаєвський, який узявся за його перебудову і перепланування. Відтоді у палаці почергово були лазарет і фабрика гумових виробів, Будинок Здоров'я і притулок для дітей. Від 1858 у палаці розмістилася Варшавська консерваторія, в якій спершу навчався, а потім викладав Ігнацій Ян Падеревський.
Консерваторія містилася в палаці до 1939 року. Під час Другої світової війни будівлю було знищено. Відбудовано палац у 1949–1954 роках за проектом Мєчислава Кузми. Відтак у палаці розташувався офіс Товариства імені Фридерика Шопена, а також музей його імені.

## Музей Фридерика Шопена
Музей Фридерика Шопена у Варшаві — найсучасніший біографічний музей в Європі, який водночас є найбільшою колекцією речей пов'язаних з Шопеном. Музей розташований в історичному палаці Острозьких з надсучасними інтер'єрами. Колекція включає рукописні та типографські партитури, листування, автографи та записки, а також предмети які належали композитору: фортепіано, запонки, календарики тощо. Надзвичайно цінними експонатами музею є посмертні маска та відбиток руки композитора. Музей містить мультимедійні експозиції, сенсорні екрани, відбуваються концерти «живої» музики.
Музей відкритий щодня, з 12.00 до 20.00.

Інтер'єр замку
- Інтер’єр музею
- Інтер’єр музею
- Експозиція. Партитура Ф. Шопена
- Експозиція. Останнє фортепіано Ф. Шопена